# Форт Пирс Саут (Флорида)
Форт Пирс Саут (енгл. Fort Pierce South) насељено је место без административног статуса у америчкој савезној држави Флорида.

## Демографија
По попису из 2010. године број становника је 5.062, што је 610 (-10,8%) становника мање него 2000. године.
| Група             | 2000.         | 2010.         |
| Белци             | 3.765 (66,4%) | 2.534 (50,1%) |
| Афроамериканци    | 745 (13,1%)   | 806 (15,9%)   |
| Азијати           | 66 (1,2%)     | 40 (0,8%)     |
| Хиспаноамериканци | 998 (17,6%)   | 1.585 (31,3%) |
| Укупно            | 5.672         | 5.062         |